# Spinnin' Deep
Spinnin' Deep é uma subgravadora holandesa de Deep House fundada em 2009, a subgravadora tem foco importante no estilo Deep House & House Music e outros estilos como: Techno,Tech House, Minimal,  Future House, 
Dance-pop, Pop, Afro House, Breaks, Bass House, Electro House, Nu Disco, Indie Dance e Progressive House. É uma das importantes subgravadoras da Spinnin' Records

O primeiro aparecimento com o selo foi "Spinnin' Deep Presents: Tech-House Essentials" em 2009, e a mais popular é "Intoxicated", de Martin Solveig com o grupo de produtores GTA com 157 milhões visualizações no YouTube e "Taj", de BLR  com 123 milhões visualizações em 2017.